# Eriocottinae
De Eriocottinae vormen een onderfamilie van vlinders uit de familie Eriocottidae.

## Geslachten
- Crepidochares Meyrick, 1922[1]
- Dacryphanes Meyrick, 1907[2]
- Deuterotinea Rebel, 1901
- Eriocottis Zeller, 1847
- Eucryptogona Lower, 1901[3]